# Giuliano Cesarini
Giuliano Cesarini, född 1398 i Rom, död 10 november 1444 i närheten av Varna, var en italiensk kardinal. Han var först lärare i kanonisk rätt vid universitetet i Padua, blev senare biskop, först i Frascati, sedan i Grosseto, och slutligen 1426 kardinal med Sant'Angelo in Pescheria som titelkyrka. 
År 1430 sändes han som legat till Tyskland, dels för att predika korståg mot husiterna, dels för att presidera i Baselkonciliet. Sedan korståget lett till katastrofen (slaget) vid Taus 1431, begav han sig till Basel. Huvudsakligen genom diplomatiska skicklighet avvärjdes för en tid brytningen mellan kurian och konciliet och åstadkoms en uppgörelse med husiterna. 
Sedan ytterlighetspartiet på mötet fått överhanden lämnade Cesarini Basel 1438 och deltog senare i unionsförhandlingarna på konciliet i Florens. År 1443 predikade han korståg mot turkarna och lyckades förmå kung Vladislav av Ungern att bryta freden. Han omkom efter slaget vid Varna följande år.